# Козлов, Михаил Александрович
Михаил Александрович Козлов (1920—2003) — генерал-майор Советской Армии, участник Великой Отечественной войны, заслуженный работник высшей школы Российской Федерации.

## Биография
Михаил Александрович Козлов родился 28 ноября 1920 года в городе Москве. В 1939 году окончил среднюю школу № 370 в родном городе, после чего трудился старшим пионервожатым в школе для трудновоспитуемых подростков. В мае 1941 года был призван на службу в Рабоче-Крестьянскую Красную Армию и зачислен в Московское военно-инженерное училище. Начало Великой Отечественной войны встретил в качестве курсанта этого учебного заведения.
Участвовал в битве за Москву, во время которой вместе со своими товарищами сражался на Калужском направлении. В декабре 1941 года окончил училище, после чего был направлен на Северный Кавказ, где принял командование над воздушно-десантным взводом 4-го запасного воздушно-десантного полка. Участвовал в битве за Кавказ под Моздоком, Малгобеком, Орджоникидзе, освобождал Алагир, Пятигорск, Железноводск и Кропоткин. 18 марта 1943 года при освобождении станицы Славенской Краснодарского края получил множественные ранения бёдер и касательное ранение в поясницу. Осенью 1943 года участвовал в разминировании освобождённого Новороссийска, в том числе плацдарма «Малая Земля». В ноябре 1943 года направлен на учёбу в Военно-инженерную академию имени В. В. Куйбышева. В составе её сводной колонны участвовал в Параде Победы.
После окончания войны продолжал службу в Советской Армии. В 1949 году окончил Военно-инженерную академию, после чего остался в ней работать. Был адъюнктом, начальником секции учебно-опытного полигона, младшим преподавателем, преподавателем, начальником научно-исследовательской лабораторией, заместителем начальника, а с 1966 года — начальником кафедры мостов и переправ этой академии. В 1954 году защитил кандидатскую диссертацию, в 1958 году стал доцентом, а в 1977 году получил учёное звание профессора. Участвовал в возведении Саяно-Шушенской ГЭС, высоководного моста, уникального комбинированного наплавного моста через реку Амударью в Узбекской ССР. В 1987 году в звании генерал-майора был уволен в запас, однако продолжал работать в академии в качестве профессора кафедры № 10. Умер 19 июня 2003 года, похоронен на Преображенском кладбище Москвы.

## Награды
- Орден Ленина;
- Орден Отечественной войны 1-й степени (6 апреля 1985 года);
- 2 ордена Красной Звезды (6 ноября 1947 года, 1956 год);
- Орден «За службу Родине в Вооружённых Силах СССР» 3-й степени;
- Медали «За боевые заслуги», «За оборону Москвы», «За оборону Кавказа» и другие;
- Почётное звание «Заслуженный работник высшей школы Российской Федерации».